# Бейт-Ребекка
Бейт-Ребекка — реабилитационный центр в Петах-Тикве.
Открыт в 1956 году по инициативе Рашиш Пинхас.
В начале 40-х гг. в Петах-Тикве была основана лечебница, затем открыт родильный дом.
В 1956 году на основе роддома был открыт центр по гериатрии и реабилитации. Заведение стало предоставлять услуги по реабилитации пациентов в преклонном возрасте после длительного пребывания в клиниках и других причин .
Название «Бейт-Ребекка» дали в честь Ребекки Новик, общественного и муниципального деятеля.
В 1971 году территория учреждения была обстреляна экстремистами из установок на территории Самарии.
В 1988 году учреждение получило Награду Каплана от президента Израиля.
Впоследствии учреждение расширилось, имеет 268 коек.
Главным является гериатрическое направление, но также учреждение занимается реабилитацией при ортопедической хирургии, реабилитацией дыхательной и нервной системы  .
Общение с пациентами ведется на различных языках — иврите, английском, арабском и русском .